# Pakistan Hockey Federation
Pakistan Hockey Federation is de nationale hockeybond van Pakistan. De bond is opgericht in 1948 en is gezeteld in Lahore.
De bond is aangesloten bij de ASHF en de FIH. De bond is verantwoordelijk voor alle veld- en zaalhockeyactiviteiten in Pakistan en rondom de nationale ploegen. Het hockey werd naar Pakistan gebracht door de Britse kolonisten en werd al gauw samen met cricket populair onder de Pakistaanse bevolking. Hockey wordt in Pakistan voornamelijk beoefend door mannen. Er zijn een aantal professionele clubs en in Lahore bevindt zich het National Hockey Stadium waar in 1990 het WK werd gehouden. 